# Sørgekåbe (sommerfugl)
Sørgekåben (Nymphalis antiopa) er en sommerfugl i takvingefamilien. Den kan primært ses i fugtige, lyse skove og enge, hvor dens foderplanter pil og birk er udbredte. Den kan leve i op til 2.000 meters højde. Sørgekåben er en af de sommerfugle, som ikke suger nektar fra blomster, men derimod får sin næring fra moden frugt og træsaft.

## Udbredelse
I Danmark er arten som regel en sjælden sommergæst, men nogle år optræder den i stort tal, som f.eks. den 26. august 1983 på Bornholm, hvor der på et lille område fandtes op mod 50.000 individer. Om de var indvandret eller om de alle var opvokset på stedet vides ikke.
I Sverige og Finland er sørgekåben almindelig, men i Norge, Danmark og England er den kun sjældent på visit. Længere sydpå i Europa er den ret almindelig. Den findes desuden overalt i den tempererede zone i Asien og Nordamerika.

## Udseende
Sørgekåben kan ikke forveksles med nogen andre sommerfugle i verden. Den mørke sortviolette farve på forsiden af vingerne, brudt af en meget tydelig gul (eller hos ældre eksemplarer hvid) bort langs vingekanterne gør sørgekåben helt unik. Langs borten er en række blå pletter. Vingefanget er 62–77 mm.
- Afvigende form Ex larva  ♂
- Forma aberrante Ex larva  ♂  △

## Livscyklus
Æggene klækkes efter 2-3 uger. Efter 6 – 7 uger som larve forpuppes den. Larven er sort med fine, hvide pletter og rustrøde rygpletter. Den har endvidere lange grenede torne på begger sider af hvert led. Larverne lever sammen i et fælles spind. Puppen klækkes igen efter 2-3 uger. Puppen er en brungrå hængepuppe, som er fæstnet til foderplanten. De voksne sommerfugle overvintrer og bliver først kønsmodne næste forår. Der er derfor kun en enkelt generation af sørgekåber pr. år. Den voksne sommerfugl ses derfor i to perioder hver sommer: fra april – maj og fra juli til september.

## Foderplanter
Seljepil, birk, elm og bævreasp.

## Galleri
| Galleri med danske arter i Takvingefamilien |
| --- |
| Egentlige takvinger ↓ - Perlemorsommerfugle ↓ Randøjer ↓ - Monark - Leptidea sinapis - Iris - Apatura iris - Poppelsommerfugl - Limenitis populi - Hvid admiral - Limenitis camilla Egentlige takvinger - Kirsebærtakvinge - Nymphalis polychloros - Østlig takvinge - Nymphalis xanthomelas - Det hvide L - Nymphalis vaualbum - Sørgekåbe - Nymphalis antiopa - Dagpåfugleøje - Aglais io - Admiral - Vanessa atalanta - Tidselsommerfugl - Vanessa cardui - Nældens takvinge - Aglais urticae - Det hvide C - Polygonia c-album - Nældesommerfugl - Araschnia levana Pletvinger - Okkergul pletvinge Melitaea cinxia - Mørk pletvinge Melitaea diamina - Brun pletvinge Mellicta athalia - Askepletvinge Euphydryas maturna - Hedepletvinge Euphydryas aurinia Perlemorsommerfugle - Kejserkåbe Argynnis paphia - Østlig perlemorsommerfugl - Argynnis laodice - Markperlemorsommerfugl Argynnis aglaja - Skovperlemorsommerfugl Argynnis adippe - Klitperlemorsommerfugl - Argynnis niobe - Storplettet perlemorsommerfugl Issoria lathonia - Engperlemorsommerfugl Brenthis ino - Moseperlemorsommerfugl Boloria aquilonaris - Brunlig perlemorsommerfugl Boloria selene - Rødlig perlemorsommerfugl Boloria euphrosyne - Violet perlemorsommerfugl Clossiana dia Randøjer - Galathea Melanargia galathea - Sandrandøje Hipparchia semele - Skovbjergrandøje Erebia ligea - Græsrandøje Maniola jurtina - Engrandøje Aphantopus hyperanthus - Buskrandøje Pyronia tithonus - Moserandøje Coenonympha tullia - Okkergul randøje Coenonympha pamphilus - Perlemorrandøje Coenonympha arcania - Herorandøje Coenonympha hero - Skovrandøje Pararge aegeria - Vejrandøje Lasiommata megera - Skovvejrandøje Lasiommata maera - Bjergvejrandøje Lasiommata petropolitana |